# 3-메톡시-4-하이드록시페닐글리콜
3-메톡시-4-하이드록시페닐글리콜(영어: 3-methoxy-4-hydroxyphenylglycol, MHPG, MOPEG)은 노르에피네프린의 분해 과정에서의 대사산물이다. 뇌에서 3-메톡시-4-하이드록시페닐글리콜은 노르에피네프린의 주요 대사산물이다. 3-메톡시-4-하이드록시페닐글리콜은 혈액과 뇌척수액을 통해 배출되기 때문에 혈액 샘플의 3-메톡시-4-하이드록시페닐글리콜은 교감신경계 활동의 표지가 될 수 있다.
혈액과 뇌척수액의 낮은 수준의 3-메톡시-4-하이드록시페닐글리콜은 신경성 식욕부진증 및 병적 도박과 관련이 있으며, 이는 노르에피네프린이 이러한 행동들에 중요한 역할을 할 수 있음을 보여준다.
|  |

## 같이 보기
- 노르에피네프린
- 3,4-다이하이드록시페닐글리콜(DOPEG)